# Alessandro Iandoli
Alessandro Iandoli (29 april 1984) is een voormalige Italiaanse verdediger die voetbalde voor Sint-Truiden VV.
| seizoen | club               | land        | competitie            | wed. | goals |
| ------- | ------------------ | ----------- | --------------------- | ---- | ----- |
| 2003/04 | FC Concordia Basel | Zwitserland | Challenge League      | 20   | 4     |
| 2004/05 | FC Concordia Basel | Zwitserland | Challenge League      | 23   | 4     |
| 2005/06 | FC Concordia Basel | Zwitserland | Challenge League      | 31   | 5     |
| 2006/07 | FC Concordia Basel | Zwitserland | Challenge League      | 34   | 11    |
| 2007/08 | FC Concordia Basel | Zwitserland | Challenge League      | 31   | 7     |
| 2008/09 | Pescara Calcio     | Italië      | Serie C               | 12   | 0     |
| 2008/09 | → US Avellino      | Italië      | Serie B               | 0    | 0     |
| 2009/10 | KAS Eupen          | België      | Exqi League           | 32   | 0     |
| 2010/11 | KAS Eupen          | België      | Jupiler Pro League    | 28   | 0     |
| 2010/11 | KAS Eupen          | België      | Play-Off III          | 7    | 0     |
| 2011/12 | Sint-Truidense VV  | België      | Jupiler League        | 29   | 1     |
| 2011/12 | Sint-Truidense VV  | België      | Play-Off III          | 3    | 0     |
| 2012/13 | → Újpest FC        | Hongarije   | Magyar Labdarúgó Liga | 26   | 0     |
| 2013/14 | → Standard Luik    | België      | Jupiler Pro League    | 8    | 0     |
| 2013/14 | Sint-Truidense VV  | België      | Tweede Klasse         | 16   | 1     |
| 2014/15 | Sint-Truidense VV  | België      | Tweede Klasse         | 11   | 1     |
| 2015/16 | Sint-Truidense VV  | België      | Jupiler Pro League    | 0    | 0     |
|         |                    |             | Totaal                | 310  | 34    |

2 Ogawa ·
4 Belaïd ·
5 Taniguchi ·
6 Yanamoto ·
7 Brahimi ·
8 Fujita ·
9 Ferrari ·
10 Lamkel Zé ·
11 Delpupo ·
12 Coppens ·
13 Ito ·
14 Dumont ·
15 Zahiroleslam ·
16 Kokubo ·
19 Patris ·
20 Van Helden ·
21 Lendfers ·
22 Janssens ·
23 Barnes ·
24 Mindombe ·
25 Teuchy ·
27 Ananou ·
31 Godeau  ·
33 Diriken ·
34 Lambotte ·
37 Alexis ·
60 Vanwesemael ·
91 Bertaccini ·
Coach: Mazzù